# Ma’arrat Misrin
Ma’arrat Misrin (arab. معرة مصرين) – miasto w Syrii, w muhafazie Idlib. W 2004 roku liczyło 17 519 mieszkańców.